# Робба, Франческо
Франческо Робба (итал. Francesco Robba; 1698—1757) — итальянский скульптор эпохи барокко. Франческо Робба рассматривался как ведущий скульптор в стиле барокко на юго-востоке Центральной Европы, хотя для международной общественности оставался неизвестным.

## Биография
Франческо Робба родился в Венеции. С 1711 по 1716 год обучался в мастерской венецианского скульптора Пьетро Баратта. В 1720 году он переехал в Любляну, чтобы работать вместе со словенским мастером Лукой Мислей. Спустя два года, в 1722 году, Робба женился на его дочери Терезе.
Мраморные статуи и рельефы раннего творчества Франческо отражали влияние Пьетро Баратта. Когда Мислей умер в 1727 году, Робба перенял мастерскую и клиентов своего тестя. Вскоре Франческо начал зарабатывать свою собственную репутацию, и был благосклонно воспринят церковными, аристократическими и буржуазными покровителями. В 1729 году, его работу похвалил в письме к князю Эстерхази архиепископ Эстергома, настоятель иезуитской школы в Загребе, Франческо Саверио Барчи.
Произведения Франческо Робба с 1727 года свидетельствуют о его растущей уверенности в себе. Техническая виртуозность скульптора проявляется в эмоциональной экспрессии и изысканных формах его статуй.
Робба был удостоен титула «почётного гражданина» города Любляна. В 1743 году был избран в Совет города. В 1745 году Франческо Робба был назначен «государственным инженером» Крайны. В течение всего этого времени, он не терял контакты с Венецией и совершил несколько поездок в свой родной город. Это позволило ему быть в курсе основных тенденций барочной скульптуры центральной Италии и Рима.
Считалось, что Франческо Робба покинул Любляну в 1755 году и перебрался в Загреб, где и умер 24 января 1757. Однако эксперт по барокко Блаж Ресман в 2001 году опубликовал статью о том, что Франческо Робба умер в Любляне.

## Работы Франческо Робба
Самой известной работой Франческо Робба является Фонтан трех карниольских рек (1751). Фонтан олицетворял три карниольские реки, которые протекают через Крайну: Саву, Крку и Любляницу. Данная работа была вдохновлена работой Джованни Лоренцо Бернини — «Фонтан Четырёх рек» на Пьяцца Навона, которую Франческо Робба увидел в ходе визита в Рим.
Робба так же сделал фонтан «Нарцисс» Любляна, алтарь и статуи (1736) в приходской церкви Святого Иакова (Любляна), алтарь в соборе Святого Николая (Любляна), большинство из главных алтарей во Францисканской церкви Благовещения (Любляна), статуя Святого Яна Непомуцкого в Клагенфурте (Австрия) и алтарь в приходской церкви во Вранско. Франческо Робба также был автором главного алтаря Урсулинской церкви Святой Троицы в Любляне и, предположительно, мраморной статуи Святой Троицы, которая стоит перед этой церковью.
Работы Франческо Робба были выделены на международном научном симпозиуме, состоявшемся в Любляне в ноябре 1998 года.